# Министерство общего машиностроения СССР (1955—1957)
Министерство общего машиностроения СССР (МОМ СССР) — государственный орган, общесоюзное министерство в составе Совета Министров СССР. Министерство объединяло и координировало работу предприятий и научных организаций, связанных с производством взрывчатых материалов.
Впервые было образовано 2 апреля 1955 года указом Президиума ВС СССР. Общесоюзные министерства СССР перечислялись в статье 77 Конституции СССР 1936 года, поэтому законом СССР от 28 декабря 1955 года этот указ был утверждён и внесены изменения в Конституцию СССР. Указом предусматривался список предприятий, передаваемых создаваемому министерству, который не публиковался. Под управление нового Министерства были переданы крупные промышленные предприятия взрывчатых веществ, как, например, завод № 15 в Чапаевске, производивший взрывчатые материалы, завод № 260 в Молотове (позднее ОАО «Велта», ликвидировано в 2006 году), производивший средства взрывания.
10 мая 1957 года в процессе совершенствования организации управления промышленностью и строительством министерство было объединено с Министерством оборонной промышленности СССР, состав подведомственных предприятий был реорганизован. Так, завод в Чапаевске был передан под управление Куйбышевского совнархоза. Завод № 260 был передан в совнархоз Молотовского административного и экономического района.
Первым и единственным министром этого министерства был Пётр Николаевич Горемыкин. В 1957 году во время кампании против так называемой антипартийной группы, выступавшей против кардинальной реорганизации управления промышленностью, П. Н. Горемыкин был отправлен на пенсию.